# 7,5cm horský kanón M 15

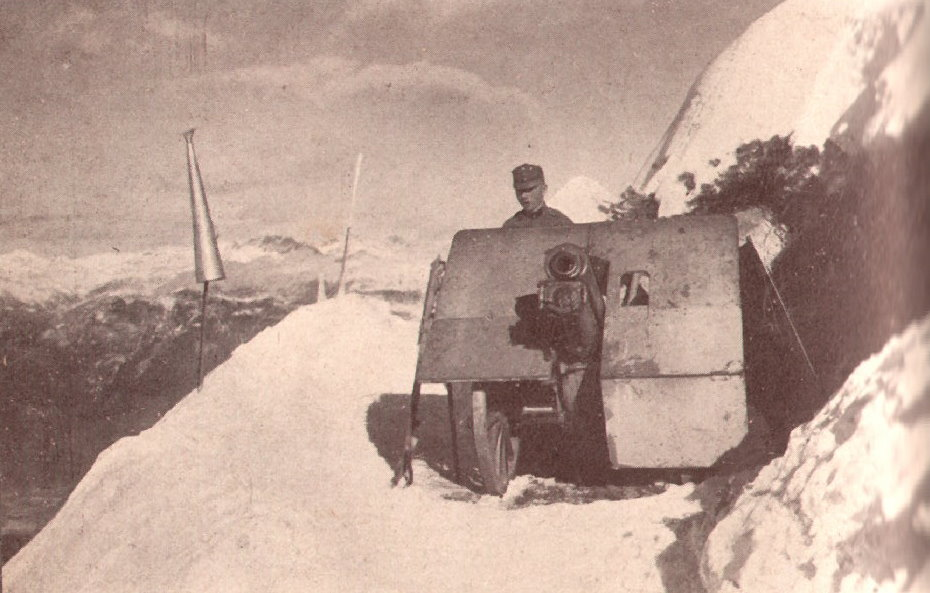
7,5cm horský kanón M 15

7,5cm horský kanón M 15 byl výrobek firmy Škoda Plzeň, která byla ve výrobě horských kanónů a houfnic na světové špičce. Kanón užívala rakousko-uherská armáda i spojenecká německá armáda v době 1. světové války. 
Prototypy horského kanónu byly vyrobeny v několika verzích, přičemž se vedení armády nedokázalo shodnout na specifikaci požadavků na tuto zbraň. Bylo požadováno dělo, které by šlo rozložit maximálně na 5 dílů, aby bylo přepravitelné i v horském terénu pomocí zvířat. Nakonec šlo dělo rozložit na 6 kusů, přičemž bylo praxí rozmontování do 4 břemen. 
Kanón byl vyráběn v Československu i v meziválečném období, modernizovaná verze této zbraně byla označena jako Škoda 75 mm, model 1928. Byl používán i v druhé světové válce.

## Technické údaje

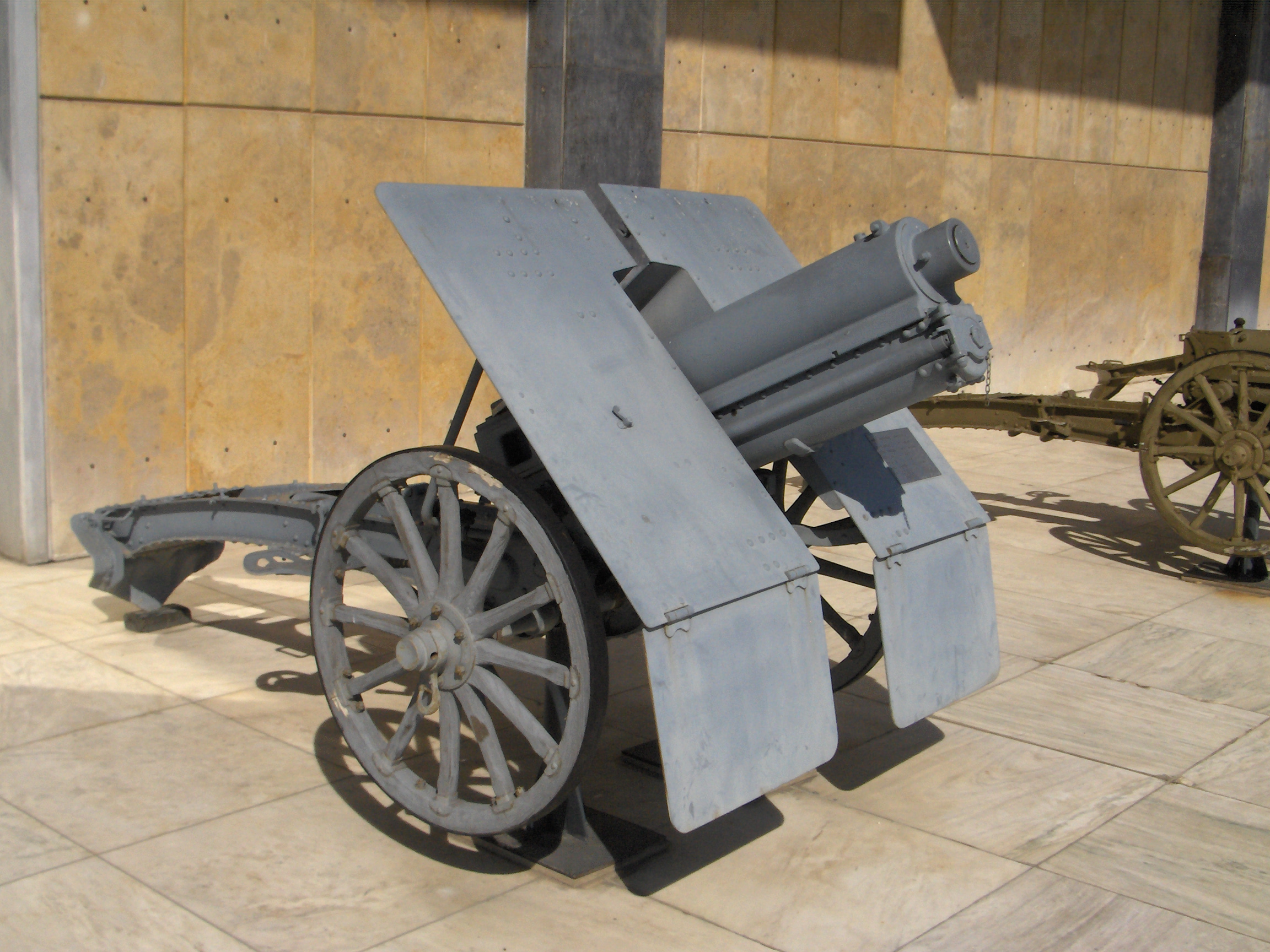
7,5cm horský kanón M 28

- Hmotnost: 613 kg
- Délka hlavně:	1.155 mm
- Mužstvo: 6
- Hmotnost náboje: 6,35 kg
- Odměr: -10 ° až +50 °
- Náměr: 7 °
- Rychlost střelby: 6-8 ran /min
- Úsťová rychlost: 350 m/sec
- Maximální dostřel: 8250 m

## Uživatelé
- Rakousko-Uhersko
- Rakousko
- Bulharsko
- Československo
- Maďarsko
- Rumunsko
- Turecko
- Německé císařství
- Nacistické Německo
- Itálie